# Slovenské plynárenské muzeum
Slovenské plynárenské muzeum (slovensky Slovenské plynárenské múzeum) je muzeum plynárenství v Bratislavě.
Zřídila ho v březnu roku 1996 u příležitosti 140 let plynárenství na Slovensku společnost Slovenský plynárenský priemysel. Muzeum sídlí v Bratislavě na ulici Mlynské nivy, při centrále SPP. Expozice muzea je umístěna v zrekonstruovaném objektu plynárny architekta Dušana Jurkoviče a tvoří ji dva pavilony – Pavilon historie a Pavilon současnosti. Sbírka muzea vychází ze sběratelské vášně plynárenského seniora Pavla Hrádka. V současnosti (2010) obsahuje více než 400 exponátů. Průvodcovskou činnost v muzeu provádějí členové Klubu plynárenských seniorů. Vstup do muzea je volný.

## Pavilon historie
Expozice historie se zaměřuje primárně na využívání svítiplynu na Slovensku od poloviny 18. století až po 20. století. Zobrazuje proces výroby svítiplynu a jeho využití v domácnostech, ale i při veřejném využití. Součástí pavilonu je originál plynové lampy, která osvětlovala ulice Bratislavy. K zajímavostem patří žehlička nebo chladnička na plyn. Na galerii pavilonu jsou umístěny různé historické plynoměry a staré plakáty propagující využívání plynu v domácnostech.

## Pavilon současnosti
Expozice současnosti se věnuje zpracování a využití zemního plynu od těžby přes přepravu, distribuci, skladování po dodávku konečnému odběrateli. Návštěvníci muzea si vidí archivní záběry z budování tranzitního plynovodu přes Slovensko v sedmdesátých letech. Mezi vystavenými exponáty je i model odorizační jednotky. Tato jednotka zajišťuje přidávání odorizantu do distribuovaného zemního plynu, díky čemuž je zemní plyn lépe identifikován při případném úniku. Samotný zemní plyn je totiž bez zápachu.